# Maurício Antônio
Maurício Antônio (sinh ngày 6 tháng 2 năm 1992) là một cầu thủ bóng đá người Brasil.

## Sự nghiệp câu lạc bộ
Maurício Antônio đã từng chơi cho Urawa Reds.